# Turmalin
Turmalini  predstavljajo skupino kristalnih raztopin. Kot okrasni kamen se praktično uporablja samo rožnati elbait z njegovimi različnimi barvnimi odtenki.
Rubelit: rožnat do malinovo rdeč, prozoren. Loči se ga od topaza, ki je trši. Kunzit in morganit sta navadno manj močno obarvana. Rubelit – mačje oko je zelo redko.
Verdelit: zelen, navadno sorazmerno temen. Loči se ga od »zelenega stekla« po zračnih mehurčkih v le-tem. Peridot je navadno bolj rumenkasto zelen. Zeleni granat  je vedno svetlo zelen. Smaragd je trši in ima značilno smaragdno zeleno barvo.
Indigolit: moder, pogosto z zelenkastim odtenkom, prozoren. Loči se ga po značilni barvi od praktično vseh drugih modrih kamnov.
Dravit: po kemijski sestavi natrijev magnezijev aluminijev borosilikat – NaMg3Al6[(OH)4 | (BO3)3 | Si6O18]; ima značilno medeno rjavo do temno rjavo ali skoraj črno barvo.
Turmalini so lahko tudi večbarvni, pogosto na primer rdeči in zeleni. Zaradi teh značilnih barv se takšni turmalini imenujejo dinjasti kamni. Loči se ga od vseh drugih kamnov po značilni dvojici barv.

## Kemijska formula
Na(Li, Al)3Al[(OH)4/(BO3)3/Si6O18]

## Barva
Brezbarven, rožnat, zelen, moder, črn, rjav, prozoren do prosojen, steklen sijaj.

## Prelom
Školjkast.

## Kristali
Trigonalno, prizme, vraščeni in prosti kristali.

## Trdnost
Krhek.

## Nahajališča
Nahaja se v pegmatitih, v hidrotermalnih žilah, v pnevmatolitskih rudiščih in v metamorfnih kamninah. 

## Uporaba
Fasetni, redkeje kabošonski brus.